# Legislatura 2008-2012 (Camera Deputaților)
Pe 19 decembrie 2008, Roberta Anastase a fost aleasă Președinte al Camerei Deputaților ca membră a PDL. Ea a fost înlăturată de la putere pe 3 iulie 2012 și înlocuită cu Valeriu Zgonea, vicepreședinte al camerei la acel moment.
| Partid | Partid                                      | Mandate alese  | Mandate alese  | Pierdute       | Câștigate      | Mandate la final | Mandate la final |
| Partid | Partid                                      | Mandate        | %              | Pierdute       | Câștigate      | Mandate          | %                |
| ------ | ------------------------------------------- | -------------- | -------------- | -------------- | -------------- | ---------------- | ---------------- |
|        | Partidul Democrat Liberal                   | 115            | 34.43%         | 29             | 12             | 106              | 31.73%           |
|        | Partidul Social Democrat                    | 114            | 34.13%         | 29             | 2              | 91               | 27.24%           |
|        | Partidul Național Liberal                   | 65             | 19.46%         | 21             | 6              | 56               | 16.76%           |
|        | Uniunea Democrată a Maghiarilor din România | 22             | 6.58%          | 2              | 0              | 20               | 5.98%            |
|        | Partidele minorităților etnice              | 18             | 5.39%          | 2              | 0              | 16               | 4.79%            |
|        | Uniunea Națională pentru Progresul României | —              | —              | 16             | 16             | 12               | 3.59%            |
|        | Independenți                                | Independenți   | Independenți   | Independenți   | Independenți   | 8                | 2.39%            |
|        | Locuri vacante                              | Locuri vacante | Locuri vacante | Locuri vacante | Locuri vacante | 25               | —                |
| Total  | Total                                       | 334            | 100            | —              | —              | 334              | 100              |

În sesiunea de primăvară din 2009 a Parlamentului, au fost constituite două Comisii de Anchetă și o Subcomisie de Anchetă. O comisie a fost formată pentru a cerceta posibila deturnare de bani cheltuiți pe festivități de Ziua Tineretului de către Ministrul Tineretului și Sportului Monica Iacob-Ridzi. Cealaltă comisie l-a investigat pe Ministrul Mediului și Dezvoltării Durabile, Nicolae Nemirschi, cu privire la o posibilă deturnare de bani cheltuiți de ministerul său pe promovarea de programelor guvernamentale. Subcomisia a fost formată pentru a investiga posibila alocare frauduloasă a drepturilor de foraj petrolier din zona Insulei Șerpilor de fostul prim-ministru Călin Popescu-Tăriceanu.
Camera Deputaților s-a reunit într-o sesiune extraordinară în luna iulie pentru a discuta rapoartele Comisiei de Anchetă Ridzi și Subcomisiei de Anchetă Tăriceanu și a forma o nouă Comisie de Anchetă pentru Ministrul Turismului de atunci, Elena Udrea, privind posibilul abuz de bani cheltuiți de minister pe reclame de turism.
Această listă descrie componența Camerei Deputaților din România în legislatura 2008-2012, alcătuită din 333 de deputați.
| Prenume și Nume                | Județ           | Partid                              |
| ------------------------------ | --------------- | ----------------------------------- |
| Teodor Atanasiu                | Alba            | PNL                                 |
| Radu Coclici                   | Alba            | PSD                                 |
| Clement Negruț                 | Alba            | PD-L                                |
| Corneliu Olar                  | Alba            | PD-L                                |
| Călin Potor                    | Alba            | PD-L                                |
| Claudia Boghicevici            | Arad            | PD-L                                |
| Mihăiță Calimente              | Arad            | PNL                                 |
| Arghir Iustin Marinel Cionca   | Arad            | PD-L                                |
| Petru Farago                   | Arad            | UDMR                                |
| Marius Sorin Göndör            | Arad            | PD-L                                |
| Ciprian-Florin Luca            | Arad            | PSD                                 |
| Adrian Henorel Nițu            | Arad            | PD-L                                |
| Lucian Riviș Tipei             | Arad            | PD-L                                |
| Cristian Boureanu              | Argeș           | PD-L                                |
| Ion Burnei                     | Argeș           | PSD                                 |
| Sorin Gheorghe Buta            | Argeș           | PD-L                                |
| Mircea Drăghici                | Argeș           | PSD                                 |
| Filip Georgescu                | Argeș           | PSD                                 |
| Andrei Gerea                   | Argeș           | PNL                                 |
| Bogdan Niculescu Duvăz         | Argeș           | PSD                                 |
| Varujan Pambuccian             | Argeș           | Minorități                          |
| Sorin Andi Pandele             | Argeș           | PD-L                                |
| Radu Costin Vasilică           | Argeș           | PSD                                 |
| Gheorghe Antochi               | Bacău           | PSD                                 |
| Mihai Banu                     | Bacău           | PNL                                 |
| Tudor Chiuariu                 | Bacău           | PNL                                 |
| Vasile Gherasim                | Bacău           | PD-L                                |
| Viorel Hrebenciuc              | Bacău           | PSD                                 |
| Iulian Iancu                   | Bacău           | PSD                                 |
| Ionel Palăr                    | Bacău           | PNL                                 |
| Adrian Popescu                 | Bacău           | PD-L                                |
| Gabriel Vlase                  | Bacău           | PSD                                 |
| Valerian Vreme                 | Bacău           | PD-L                                |
| Octavian Bot                   | Bihor           | PD-L                                |
| Ákos Derzsi                    | Bihor           | UDMR                                |
| Sonia-Maria Drăghici           | Bihor           | PSD                                 |
| Nicolae Jolța                  | Bihor           | PNL                                 |
| Petru Lakatos                  | Bihor           | UDMR                                |
| Adrian Merka                   | Bihor           | Minorități                          |
| Csilla Mária Petö              | Bihor           | UDMR                                |
| Ioan Sorin Roman               | Bihor           | PSD                                 |
| Ștefan Seremi                  | Bihor           | PD-L                                |
| Lucia-Ana Varga                | Bihor           | PNL                                 |
| Ioan Nelu Botiș                | Bistrița-Năsăud | PD-L                                |
| Emil Radu Moldovan             | Bistrița-Năsăud | PSD                                 |
| Ioan Oltean                    | Bistrița-Năsăud | PD-L                                |
| Ioan Țintean                   | Bistrița-Năsăud | PNL                                 |
| Cătălin Ovidiu Buhăianu-Obuf   | Botoșani        | PD-L                                |
| Andrei Dolineaschi             | Botoșani        | PSD                                 |
| Mircea Grosaru                 | Botoșani        | Minorități                          |
| Stelică Iacob Strugaru         | Botoșani        | PD-L                                |
| Costică Macaleți               | Botoșani        | PSD                                 |
| Neculai Rebenciuc              | Botoșani        | PNL                                 |
| Florin Țurcanu                 | Botoșani        | PNL                                 |
| Viorel Balcan                  | Brăila          | PSD                                 |
| Eugen Bădălan                  | Brăila          | PD-L                                |
| Cristian Rizea                 | Brăila          | PSD                                 |
| Mihai Tudose                   | Brăila          | PSD                                 |
| Adriana-Diana Tușa             | Brăila          | PNL                                 |
| Gabriel Andronache             | Brașov          | PDL                                 |
| Mihai Aurel Donțu              | Brașov          | PNL                                 |
| Anna-Lili Farkas               | Brașov          | UDMR                                |
| Gheorghe Gabor                 | Brașov          | PNL                                 |
| Gheorghe Ialomițianu           | Brașov          | PD-L                                |
| Constantin Niță                | Brașov          | PSD                                 |
| Florin Postolachi              | Brașov          | PD-L                                |
| Gabriel Tița Nicolescu         | Brașov          | PSD                                 |
| Sergiu Andon                   | București       | PC                                  |
| Sulfina Barbu                  | București       | PD-L                                |
| Daniel Stamate Budurescu       | București       | PNL                                 |
| Doina Burcău                   | București       | PSD                                 |
| Costică Canacheu               | București       | PD-L                                |
| Dumitru Chiriță                | București       | PSD                                 |
| Cătălin Croitoru               | București       | PD-L                                |
| Damian Florea                  | București       | PC                                  |
| Florian Daniel Geantă          | București       | PD-L                                |
| Alina Gorghiu                  | București       | PNL                                 |
| Florina Jipa                   | București       | PSD                                 |
| Dănuț Liga                     | București       | PD-L                                |
| Rodica Nassar                  | București       | PSD                                 |
| Oana Niculescu-Mizil           | București       | PSD                                 |
| Cornelia Brîndușa Novac        | București       | PD-L                                |
| Bogdan Olteanu                 | București       | PNL                                 |
| Ludovic Orban                  | București       | PNL                                 |
| Theodor Paleologu              | București       | PD-L                                |
| Cristian Petrescu              | București       | PD-L                                |
| Cornel Pieptea                 | București       | PNL                                 |
| Ștefan Daniel Pirpiliu         | București       | PD-L                                |
| Georgian Pop                   | București       | PSD                                 |
| Daniela Popa                   | București       | PC                                  |
| Florian Popa                   | București       | PSD                                 |
| Silviu Prigoană                | București       | PD-L                                |
| Elena Udrea                    | București       | PD-L                                |
| Aurelia Vasile                 | București       | PSD                                 |
| Dan Radu Zătreanu              | București       | PD-L                                |
| Valeriu Alecu                  | Buzău           | PD-L                                |
| Marian Ghiveciu                | Buzău           | PSD                                 |
| Titi Holban                    | Buzău           | PNL                                 |
| Adrian Mocanu                  | Buzău           | PSD                                 |
| Carmen Ileana Moldovan         | Buzău           | PSD                                 |
| Cezar Preda                    | Buzău           | PD-L                                |
| George Scutaru                 | Buzău           | PNL                                 |
| Dumitru Boabeș                 | Călărași        | PSD                                 |
| Ioan Damian                    | Călărași        | PSD                                 |
| Stelian Fuia                   | Călărași        | PDL                                 |
| Dan Ștefan Motreanu            | Călărași        | PNL                                 |
| Eugen Nicolăescu               | Călărași        | PNL                                 |
| Ioan Narcis Chisăliță          | Caraș-Severin   | PSD                                 |
| Gheorghe Hogea                 | Caraș-Severin   | PD-L                                |
| Ion Mocioalcă                  | Caraș-Severin   | PSD                                 |
| Mihai Radan                    | Caraș-Severin   | Minorități                          |
| Valentin Rusu                  | Caraș-Severin   | PD-L                                |
| Ioan Tabugan                   | Caraș-Severin   | PNL                                 |
| Daniel Buda                    | Cluj            | PD-L                                |
| Petru Călian                   | Cluj            | PD-L                                |
| Mircia Giurgiu                 | Cluj            | PD-L                                |
| Adrian Gurzău                  | Cluj            | PD-L                                |
| Cornel Itu                     | Cluj            | PSD                                 |
| András-Levente Máté            | Cluj            | UDMR                                |
| Mózes Zoltán Pálfi             | Cluj            | UDMR                                |
| Virgil Pop                     | Cluj            | PNL                                 |
| Vasile Soporan                 | Cluj            | PSD                                 |
| Horea Uioreanu                 | Cluj            | PNL                                 |
| Aledin Amet                    | Constanța       | Minorități                          |
| Matei Radu Brătianu            | Constanța       | PSD                                 |
| Constantin Chirilă             | Constanța       | PD-L                                |
| Gheorghe Dragomir              | Constanța       | PNL                                 |
| Ileana Cristina Dumitrache     | Constanța       | PSD                                 |
| Iusein Ibram                   | Constanța       | Minorități                          |
| Zanfir Iorguș                  | Constanța       | PD-L                                |
| Mihai Lupu                     | Constanța       | PNL                                 |
| Antonella Marinescu            | Constanța       | PSD                                 |
| Eduard-Stelian Martin          | Constanța       | PSD                                 |
| Manuela Mitrea                 | Constanța       | PSD                                 |
| Maria Stavrositu               | Constanța       | PD-L                                |
| András György Edler            | Covasna         | UDMR                                |
| Horia Grama                    | Covasna         | PSD                                 |
| Árpád-Francisc Márton          | Covasna         | UDMR                                |
| Gergely Olosz                  | Covasna         | UDMR                                |
| Gheorghe Albu                  | Dâmbovița       | PD-L                                |
| Gheorghe Ana                   | Dâmbovița       | PSD                                 |
| Bogdan Cantaragiu              | Dâmbovița       | PD-L                                |
| Georgică Dumitru               | Dâmbovița       | PD-L                                |
| Ion Dumitru                    | Dâmbovița       | PSD                                 |
| Gabriel Plăiașu                | Dâmbovița       | PNL                                 |
| Ion Stan                       | Dâmbovița       | PSD                                 |
| Iulian Vladu                   | Dâmbovița       | PD-L                                |
| Ion Călin                      | Dolj            | PSD                                 |
| Constantin Dascălu             | Dolj            | PD-L                                |
| Florentin Gust                 | Dolj            | PSD                                 |
| Iulian Claudiu Manda           | Dolj            | PSD                                 |
| Petre Petrescu                 | Dolj            | PSD                                 |
| Ionuț Marian Stroe             | Dolj            | PNL                                 |
| Mihai Surpățeanu               | Dolj            | PD-L                                |
| Gelu Vișan                     | Dolj            | PD-L                                |
| Mihai Alexandru Voicu          | Dolj            | PNL                                 |
| Valeriu Ștefan Zgonea          | Dolj            | PSD                                 |
| Carmen Axenie                  | Galați          | PD-L                                |
| Mihail Boldea                  | Galați          | PD-L                                |
| Bogdan Ciucă                   | Galați          | PC                                  |
| Victor Paul Dobre              | Galați          | PNL                                 |
| Dan Nica                       | Galați          | PSD                                 |
| Nicolae Păun                   | Galați          | Minorități                          |
| Florin Costin Pâslaru          | Galați          | PSD                                 |
| Lucreția Roșca                 | Galați          | PSD                                 |
| Viorel Ștefan                  | Galați          | PSD                                 |
| Mircea-Nicu Toader             | Galați          | PD-L                                |
| Dragoș Zisopol                 | Galați          | Minorități                          |
| Victor Boiangiu                | Giurgiu         | PD-L                                |
| Daniel Chițoiu                 | Giurgiu         | PNL                                 |
| Dan Păsat                      | Giurgiu         | PNL                                 |
| Mădălin Voicu                  | Giurgiu         | PSD                                 |
| Constantin Severus Militaru    | Gorj            | PD-L                                |
| Dan Ilie Morega                | Gorj            | PNL                                 |
| Victor Ponta                   | Gorj            | PSD                                 |
| Vasile Popeangă                | Gorj            | PSD                                 |
| Cosmin Mihai Popescu           | Gorj            | PD-L                                |
| Mugurel Surupăceanu            | Gorj            | PSD                                 |
| István Antal                   | Harghita        | UDMR                                |
| Mircea Dușa                    | Harghita        | PSD                                 |
| Hunor Kelemen                  | Harghita        | UDMR                                |
| Attila Korodi                  | Harghita        | UDMR                                |
| Pal Arpad                      | Harghita        | UDMR                                |
| Viorel Arion                   | Hunedoara       | PD-L                                |
| Iosif Veniamin Blaga           | Hunedoara       | PD-L                                |
| Gheorghe Firczak               | Hunedoara       | Minorități                          |
| Monica Iacob-Ridzi             | Hunedoara       | PD-L                                |
| Laurențiu Nistor               | Hunedoara       | PSD                                 |
| Cornel-Cristian Resmeriță      | Hunedoara       | PSD                                 |
| Ioan Timiș                     | Hunedoara       | PNL                                 |
| Radu Bogdan Țîmpău             | Hunedoara       | PNL                                 |
| Tinel Gheorghe                 | Ialomița        | PD-L                                |
| Marian Neacșu                  | Ialomița        | PSD                                 |
| Cristina Ancuța Pocora         | Ialomița        | PNL                                 |
| Dan-Mircea Popescu             | Ialomița        | PSD                                 |
| Cristian Adomniței             | Iași            | PNL                                 |
| Tudor Ciuhodaru                | Iași            | PSD                                 |
| Cristina Elena Dobre           | Iași            | PNL                                 |
| Relu Fenechiu                  | Iași            | PNL                                 |
| Luminița Iordache              | Iași            | PSD                                 |
| Vasile Mocanu                  | Iași            | PSD                                 |
| Petru Movilă                   | Iași            | PD-L                                |
| Daniel Vasile Oajdea           | Iași            | PD-L                                |
| Nicușor Păduraru               | Iași            | PD-L                                |
| Neculai Rățoi                  | Iași            | PSD                                 |
| Teodor Marius Spînu            | Iași            | PD-L                                |
| Anghel Stanciu                 | Iași            | PSD                                 |
| Mircea Marin                   | Ilfov           | PD-L                                |
| Gabriel Oprea                  | Ilfov           | PSD                                 |
| Călin Popescu-Tăriceanu        | Ilfov           | PNL                                 |
| Mihaela Ioana Șandru           | Ilfov           | PD-L                                |
| Vasile Berci                   | Maramureș       | PNL                                 |
| Ștefan Vasile Béres            | Maramureș       | UDMR                                |
| Ștefan Buciuta                 | Maramureș       | Minorități                          |
| Nicolae Bud                    | Maramureș       | PD-L                                |
| Cătălin Cherecheș              | Maramureș       | PSD                                 |
| Pavel Horj                     | Maramureș       | PNL                                 |
| Doru Brașoan Leșe              | Maramureș       | PDL                                 |
| Gheorghe Zoicaș                | Maramureș       | PSD                                 |
| Doinița Mariana Chircu         | Mehedinți       | PD-L                                |
| Cornel Ghiță                   | Mehedinți       | PD-L                                |
| Eugen Nicolicea                | Mehedinți       | PSD                                 |
| Viorel Palașcă                 | Mehedinți       | PNL                                 |
| László Borbély                 | Mureș           | UDMR                                |
| Ciprian Dobre                  | Mureș           | PNL                                 |
| Vasile Ghiorghe Gliga          | Mureș           | PSD                                 |
| Attila B. L. Kelemen           | Mureș           | UDMR                                |
| Károly Kerekes                 | Mureș           | UDMR                                |
| Mihai Doru Oprișcan            | Mureș           | PD-L                                |
| Victor Socaciu                 | Mureș           | PSD                                 |
| Toader Stroian                 | Mureș           | PD-L                                |
| Emil Bostan                    | Neamț           | PNL                                 |
| Liana Dumitrescu               | Neamț           | Minorități                          |
| Eftemie Stelian Ghiță          | Neamț           | PD-L                                |
| Ioan Munteanu                  | Neamț           | PSD                                 |
| Marius Neculai                 | Neamț           | PD-L                                |
| Marius Rogin                   | Neamț           | PDL                                 |
| Mihaela Stoica                 | Neamț           | PD-L                                |
| Victor Surdu                   | Neamț           | PSD                                 |
| Culiță Tărâță                  | Neamț           | PSD                                 |
| Aurel Vainer                   | Neamț           | Minorități                          |
| Daniel Ionuț Bărbulescu        | Olt             | PD-L                                |
| Marin Bobeș                    | Olt             | PSD                                 |
| Doru Claudian Frunzulică       | Olt             | PSD                                 |
| Florin Iordache                | Olt             | PSD                                 |
| Nicolae Stan                   | Olt             | PDL                                 |
| Valeriu-Andrei Steriu          | Olt             | PSD                                 |
| Gigel Știrbu                   | Olt             | PNL                                 |
| Roberta Anastase               | Prahova         | PD-L                                |
| Florin Serghei Anghel          | Prahova         | PD-L                                |
| Mihai Cristian Apostolache     | Prahova         | PSD                                 |
| Ion Cristian Burlacu           | Prahova         | PNL                                 |
| Grațiela-Leocadia Gavrilescu   | Prahova         | PNL                                 |
| George Ionescu                 | Prahova         | PD-L                                |
| Adrian Năstase                 | Prahova         | PSD                                 |
| Andrei Valentin Sava           | Prahova         | PD-L                                |
| Ana Adriana Săftoiu            | Prahova         | PNL                                 |
| Marian Florian Săniuță         | Prahova         | PSD                                 |
| Răzvan Țurea                   | Prahova         | PSD                                 |
| Sever Voinescu Cotoi           | Prahova         | PD-L                                |
| Lucian Bode                    | Sălaj           | PD-L                                |
| Iuliu Nosa                     | Sălaj           | PSD                                 |
| Dénes Seres                    | Sălaj           | UDMR                                |
| Gheorghe Mirel Taloș           | Sălaj           | PNL                                 |
| Viorel Vasile Buda             | Satu-Mare       | PNL                                 |
| Gheorghe Ciocan                | Satu-Mare       | PSD                                 |
| István Erdei-Dolóczki          | Satu-Mare       | UDMR                                |
| Ioan Holdiș                    | Satu-Mare       | PD-L                                |
| Attila Varga                   | Satu-Mare       | UDMR                                |
| Mircea Vasile Cazan            | Sibiu           | PNL                                 |
| Ioan Cindrea                   | Sibiu           | PSD                                 |
| Ovidiu Victor Ganț             | Sibiu           | Minorități                          |
| Mircea Silvestru Lup           | Sibiu           | PSD                                 |
| Gheorghe Roman                 | Sibiu           | PD-L                                |
| Cornel Știrbeț                 | Sibiu           | PD-L                                |
| Raluca Turcan                  | Sibiu           | PD-L                                |
| Sanda Maria Ardeleanu          | Suceava         | PD-L                                |
| Ioan Bălan                     | Suceava         | PDL                                 |
| Eugen Bejinariu                | Suceava         | PSD                                 |
| Gheorghe Coroamă               | Suceava         | PNL                                 |
| Gabriel Dan Gospodaru          | Suceava         | PD-L                                |
| Mircea Irimescu                | Suceava         | PNL                                 |
| Ghervazen Longher              | Suceava         | Minorități                          |
| Oana Manolescu                 | Suceava         | Minorități                          |
| Cătălin Nechifor               | Suceava         | PSD                                 |
| Dumitru Pardău                 | Suceava         | PD-L                                |
| Ioan Stan                      | Suceava         | PSD                                 |
| Eugen Uricec                   | Suceava         | PD-L                                |
| Marin Almăjanu                 | Teleorman       | PNL                                 |
| Adrian Bădulescu               | Teleorman       | PD-L                                |
| Nicolae Bănicioiu              | Teleorman       | PSD                                 |
| George Ionuț Dumitrică         | Teleorman       | PNL                                 |
| Adrian Florescu                | Teleorman       | PD-L                                |
| Robert Sorin Negoiță           | Teleorman       | PSD                                 |
| Maria Eugenia Barna            | Timiș           | PSD                                 |
| Dorel Covaci                   | Timiș           | PSD                                 |
| Ștefan Iosif Drăgulescu        | Timiș           | PD-L                                |
| Marius Dugulescu               | Timiș           | PD-L                                |
| Niculae Mircovici              | Timiș           | Minorități                          |
| Gheorghe Ciobanu               | Timiș           | PD-L                                |
| Dușan Popov                    | Timiș           | Minorități                          |
| Alin Augustin Florin Popoviciu | Timiș           | PD-L                                |
| Sorin Constantin Stragea       | Timiș           | PSD                                 |
| Valeriu Tabără                 | Timiș           | PD-L                                |
| Claudiu Țaga                   | Timiș           | PNL                                 |
| Marian Avram                   | Tulcea          | PD-L                                |
| Miron Ignat                    | Tulcea          | Minorități                          |
| Octavian Marius Popa           | Tulcea          | PNL                                 |
| Mihai Stroe                    | Tulcea          | PD-L                                |
| Horia Teodorescu               | Tulcea          | PSD                                 |
| Vasile Bleotu                  | Vâlcea          | PSD                                 |
| Cristian Buican                | Vâlcea          | PNL                                 |
| Constantin Mazilu              | Vâlcea          | PSD                                 |
| Samoil Vîlcu                   | Vâlcea          | PD-L                                |
| Aurel Vlădoiu                  | Vâlcea          | PSD                                 |
| Sorin Ștefan Zamfirescu        | Vâlcea          | PD-L                                |
| Dan Bordeianu                  | Vaslui          | PNL                                 |
| Viorel Carare                  | Vaslui          | Partidul Democrat Liberal (România) |
| Victor Cristea                 | Vaslui          | PSD                                 |
| Dragoș-Adrian Iftime           | Vaslui          | PD-L                                |
| Dan Mihai Marian               | Vaslui          | PNL                                 |
| Marian Sârbu                   | Vaslui          | PSD                                 |
| Adrian Solomon                 | Vaslui          | PSD                                 |
| Cristian Sorin Dumitrescu      | Vrancea         | PSD                                 |
| Răzvan Mustea-Șerban           | Vrancea         | PD-L                                |
| Nicolae-Ciprian Nica           | Vrancea         | PSD                                 |
| Nini Săpunaru                  | Vrancea         | PNL                                 |
| Angel Tîlvăr                   | Vrancea         | PSD                                 |
| Alin Trășculescu               | Vrancea         | PD-L                                |
| William Gabriel Brînză         | Diaspora        | PD-L                                |
| József Kötő                    | Diaspora        | UDMR                                |
| Mircea Lubanovici              | Diaspora        | PD-L                                |
| Tudor Panțîru                  | Diaspora        | PSD                                 |